# Língua oorlans
Oorlams (ou: Oorlands, Oorlans) é um Dialeto africâner falado na África do sul. Alguns observadores consideram Oorlans como uma língua Crioula com base na Língua africâner embora a maioria das pessoas da etnia Oorlammer entendem tratar-se de uma dialeto diretamente Africâner. Muitas das suas palavras vêm, porém, das línguas Khoi e do Bantu.

## Referência externa
- Ethnologue report on Oorlans